# Katsushika
Katsushika (japanska: 葛飾区, Katsushika-ku) är en stadsdelskommun i Tokyo.